# La Diablesse en collant rose
Pour plus de détails, voir Fiche technique et Distribution.
La Diablesse en collant rose (Heller in Pink Tights) est un film américain réalisé par George Cukor et sorti en 1960.

## Synopsis
Thomas Healy possède une petite troupe théâtrale itinérante, dans laquelle joue la belle Angela Rossini, sa maîtresse, qu'il voudrait bien épouser. Ces saltimbanques parcourent les contrées du Far-West, poursuivis par les créanciers et les hommes de loi.
Un soir, Angela joue au poker contre Clint Mabry, tueur à gages de profession et, étant sûre d'avoir une main gagnante, fait monter l'enchère en se jouant elle-même. Mais elle perd... La troupe fuit la ville pour des raisons financières. Mabry, bien décidé à ce que Angela "honore" sa "dette", suit les chariots dans cette région infestée d'Indiens, puis propose ses services pour protéger la troupe. Thomas qui ignore tout de la partie de poker et donc, de la vraie raison de la présence de Mabry, accepte.
Angela avoue à Tom qu'elle s'est perdue face à Mabry dans une partie de poker, et Tom est contrarié que Mabry la revendique comme sa propriété. Un homme armé engagé par un homme nommé De Leon tire sur Tom, pensant qu'il s'agit de Mabry. Lorsque Mabry retrouve le tireur, il apprend que De Leon a mis un contrat sur sa vie : De Leon avait initialement engagé Mabry pour tuer trois hommes à Cheyenne pour 5 000 $.
Le groupe atteint une ville voisine mais Tom a une forte fièvre. Il dissout l'entreprise et dit à Angela de retourner chez elle et qu'après avoir vendu les chevaux, il lui enverra une part de l'argent.
Mabry demande à Angela de l'aider à récupérer les 5 000 $ auprès de De Leon. Elle récupère l'argent et attend à Bonanza le moment opportun où Mabry pourra la rejoindre. Mabry lui dit de garder ce qu'elle a perdu au poker. De Leon ordonne à ses deux espions de la suivre. Angela achète un théâtre avec les 5 000 $ et le nomme Healy's Theatre.
Après s'être remis de ses blessures, Tom et les autres membres de l'équipe arrivent à Bonanza. Ils sont surpris de voir le théâtre ; les retrouvailles sont joyeuses et la troupe met en scène le drame Mazeppa avec un grand succès.
Mabry arrive pour réclamer son argent à Angela, et elle avoue qu'elle a tout dépensé pour le théâtre, mais grâce au succès de leur production, elle est en mesure de le rembourser. Mabry est repéré par les hommes de main de De Leon et Tom l'aide à s'échapper.
Dans le théâtre vide, Tom attend Angela, disparue avec Mabry. Lorsqu'elle arrive, elle assure à Tom qu'elle s'est installée avec Mabry en hypothéquant le théâtre et lui dit qu'elle a signé le contrat en tant que Mme Thomas Healy. Tom la prend dans ses bras et ils partent joyeusement

## Fiche technique
- Titre : La Diablesse en collant rose
- Titre original : Heller in Pink Tights
- Réalisation : George Cukor, assisté d'Arthur Rosson
- Scénario : Walter Bernstein, Dudley Nichols, d'après le roman de Louis L'Amour
- Photographie : Harold Lipstein
- Musique : Daniele Amfitheatrof
- Montage : Howard A. Smith
- Costumes : Edith Head
- Décors : Sam Comer, Grace Gregory
- Direction artistique : Gene Allen, Hal Pereira
- Production : Carlo Ponti, Marcello Girosi pour Paramount Pictures
- Durée : 100 minutes
- Date de sortie :
  - États-Unis : 1er mars 1960

## Distribution
- Anthony Quinn (VF : Jean Clarieux) : Thomas Healy
- Sophia Loren (VF : Nadine Alari) : Angela Rossini
- Steve Forrest (VF : Claude Bertrand) : Clint Mabry
- Margaret O'Brien (VF : Janine Freson) : Della Southby
- Eileen Heckart (VF : Marie Francey) : Mme Lorna Hathaway
- Ramon Novarro (VF : Henri Nassiet) : De Leon
- Edmund Lowe (VF : Camille Guerini) : Manfred 'Doc' Montague
- George Mathews : Sam Pierce
- Edward Binns : Shérif Ed McClain
- Warren Wade : Hodges
- Frank Silvera : Santis

Acteurs non crédités
- Iron Eyes Cody : Un indien
- Bernard Nedell : un directeur de théâtre
- Chief Yowlachie : Un indien